# Bad Brains
Bad Brains er et punkband fra USA dannet i Washington, D.C. i 1977. Sammen med bysbørnene fra Minor Threat er Bad Brains anerkendt som pionerer inden for hardcore punk,, selvom bandets medlemmer tager afstand fra denne betegnelse. Bad Brains er kendt for at inkorporere elementer af reggae og senere i karrieren funk, heavy metal, hip-hop og soul i deres musik. Bandet var et af de første sorte punkbands og kendte for deres tilhørsforhold til Rastafari bevægelsen.

## Medlemmer

### Nuværende medlemmer
- H.R. — vokal (1978–1984, 1986–1989, 1990, 1994–1995, 1997–nu), guitar (1977–1978)
- Dr. Know — guitar (1977–1984, 1986–1995, 1997–nu)
- Darryl Jenifer — bas (1977–1984, 1986–1995, 1997–nu)
- Earl Hudson — trommer, percussion (1977–1984, 1986–1991, 1994–1995, 1997–nu)

### Tidligere medlemmer
- Sid McCray — vokal (1977–1978)
- Chuck Mosley — vokal (1990–1991)
- Israel Joseph I — vokal (1991–1994, 2009)
- Mackie Jayson — trommer, percussion (1991–1994)

## Diskografi
- 1982: Bad Brains
- 1983: Rock for Light
- 1986: I Against I
- 1989: Quickness
- 1993: Rise
- 1995: God of Love
- 2002: I & I Survived
- 2007: Build a Nation

## Fodnoter
1. ↑  Erlewine, Stephen Thomas. "Biography of Bad Brains". Allmusic. Hentet 29. december 2008.
2. ↑  "Washington Dcs 5 | Washington D.C. Metblogs". Arkiveret fra originalen 29. januar 2008. Hentet 20. oktober 2010.
3. ↑  "virginmusic.co.nz – The In Sound From Way Out". Arkiveret fra originalen 28. september 2007. Hentet 20. oktober 2010.